# Dora Lux
Dora Lux, geborene Bieber (* 27. Oktober 1882 auf Gut Bismarckshöhe bei Hammer, Kreis Czarnikau; † 13. Juni 1959 in Hamburg), war eine deutsche Lehrerin.

## Leben
Dora Lux wuchs in einer Familie jüdischer Abstammung auf, die zum Protestantismus übergetreten war. Ihr Vater Georg Bieber hatte sich und seine Familie taufen lassen, um eine Stelle als Beamter im preußischen Staatsdienst antreten zu können. Er förderte seine Töchter und ließ ihnen mehr Freiheiten als zur damaligen Zeit üblich. Sie lernten unter anderem in Berlin bei der Frauenrechtlerin Helene Lange. Lux’ Schwester Annemarie wurde später Ärztin. Außerdem hatte sie eine jüngere Schwester Elsbeth und zwei Brüder.
Dora Lux erlangte 1901 das Abitur und war damit eine der ersten 50 Abiturientinnen in Deutschland. Danach besuchte sie als Gasthörerin die Universität Berlin. Anschließend wechselte sie über Heidelberg nach München, wo Frauen bereits zur Immatrikulation zugelassen waren. Dort wurde sie 1906 in Altphilologie promoviert. 1909 wurde sie eine der ersten Gymnasiallehrerinnen Deutschlands und gab Helene Langes Gymnasialkurse für Frauen in Latein, Griechisch und Geschichte. Gemeinsam mit ihrer Schwester Annemarie wohnte sie in einem Haus in Berlin am Bayerischen Platz.
1915 heiratete Dora Lux den Publizisten und Freund ihres Vaters Heinrich Lux (1863–1944), für den es die dritte Ehe war. 1922 trat sie eine Stelle als Studienrätin am Lette-Haus in Berlin-Schöneberg an. Sie gehörte in der Weimarer Republik zu den wenigen Studienrätinnen, die verheiratet waren. Parallel zum Beruf zog sie zwei Töchter groß.
Bald nach der nationalsozialistischen Machtergreifung 1933 wurde Dora Lux entlassen und erhielt ein Berufsverbot. In dieser Zeit schrieb sie Beiträge für die Zeitschrift Ethische Kultur, in denen sie sich für Pressefreiheit und andere Grundrechte einsetzte. Sie lebte in einer privilegierten Mischehe, kam 1935 der Aufforderung zur Registrierung bei der polizeilichen Meldebehörde als Jüdin nicht nach und war als Atheistin nicht in der jüdischen Gemeinde gemeldet. So entging sie der Deportation. Nach Erkrankung und Tod ihres Mannes 1944 flüchtete sie an den Bodensee. Ihre Schwester Annemarie konnte in die USA emigrieren, ihre Geschwister Elsbeth und Friedrich wurden nach Theresienstadt deportiert, wo Friedrich starb.
Nach dem Zweiten Weltkrieg erhielt Dora Lux eine befristete Stelle an der Heidelberger Universität. Ab 1947 unterrichtete sie an der Elisabeth-von-Thadden-Schule im Heidelberger Stadtteil Wieblingen. Dort war sie von 1953 bis 1955 die Geschichtslehrerin der späteren Politikerin Hilde Schramm, durch deren Buch Meine Lehrerin, Dr. Dora Lux sie postum bekannt wurde. Als sie 1959 starb, hatte sie in ärmlichen Verhältnissen gelebt. Sie starb im Altenheim des Amalie-Sieveking-Krankenhauses in Hamburg-Volksdorf und wurde auf dem Waldfriedhof in Volksdorf beerdigt.